# Danny Kool
Daniel Sørensen (født 9. januar 1986 i Næstved), er en tidligere dansk barne- og rapmusiker, som var kendt under kunstnernavnet Danny Kool. Han blev kendt i slutningen af 1990'erne da han optrådte med sine søstre Heidi og Saseline Sørensen, bedre kendt som popduoen S.O.A.P.. I 1998 udgav han singlen "Danny's Jul", som var en nyfortolkning af juleklassikeren Peters Jul, mens debutalbummet, Danny Kool, blev udgivet i 1999 og solgte 80.000 eksemplarer.
I 2000 blev efterfølgeren, Styrer verden, udgivet hvilket også blev det sidste album. I forhold til forgængeren havde Danny og hans musikalske og tekstlige bagmænd Q og Chief 1 bevæget sig over i en mere poppet boldgade, og på flere af albummets duetter medvirkede eksempelvis Rannva fra Creamy og pigerne fra duoen Bikini. Albummet solgte 40.000 eksemplarer. Danny Kool blev Danmarkskendt på rekordtid for sin unge alder, de flabede tekster og den nye lyd, og han nåede at spille et stort antal koncerter rundt om i Danmark, inden han i 2002 valgte at indstille karrieren helt.
I 2017 udgav han singlen "Spørg din søster", i begyndelsen af 2019 gav han tre udsolgte koncerter på Rust i København, og de seneste år har Daniel Sørensen optrådt under sit kunstnernavn på koncertkaravanen Vi elsker 90'erne.

## Biografi

### Opvækst og karriere
Han er født i Næstved på Sydsjælland, men er opvokset på Nørrebro i København. Hans mor, der er halvt malaysisk og halvt indisk, lærte ham at synge, mens faderen er dansk og musiklærer. Da han var tre år gammel kom han hver weekend med faderen Sten, en storebror og de to storesøstre Line og Heidi rundt til plejehjem. Her optrådte de for de gamle. Sten spillede guitar, mens børnene sang danske sange. I 1997 fik produceren Chief 1 en idé om at markedsføre en ung rapper. Producerkollegaen Remee viste sig at have svaret. Han havde netop underskrevet en pladekontrakt med duoen S.O.A.P. og havde undervejs mødt pigernes lillebror, Daniel, og lagt mærke til, at han kunne synge. I slutningen af 1997 debuterede han som "Danmarks Hårdeste Lillebror" som opvarmning for den unge Aaron Carter ved en koncert i Vega i København.
I 1998 fik han pladekontrakt med det nyopstartede pladeselskab Spin Music, der i december samme år udgav singlen "Danny's Jul". Singlen solgte omkring 5000 eksemplarer. Den 19. maj 1999 blev debutalbummet, Danny Kool, udgivet. Albummet gjorde ham vældig populær og han blev et stort ungdomsidol. Egentlig var hans kunstnernavn Danny, men selve debutpladen hed Danny Kool efter inspiration fra Boney M.-nummeret "Daddy Cool", og så begyndte alle at kalde ham Danny Kool.
Den 29. november 2000 blev hans andet album, Styrer verden, udgivet. I 2017 udgav han singlen "Spørg din søster". Rappen er skiftet ud med popsang, og teksten er skrevet i samarbejde med sangskriveren Basim.

### Problemer med loven
I maj 2005 sad han varetægtsfængslet i en sag om vold. Sagen begyndte efter en søster til en af Danny Kools kammerater en aften kom grædende hjem og fortalte sin storebror, at hun var blevet voldtaget. Pigens storebror og hans kammerater havde siddet og drukket, og beruselsen fik de unge til at gå amok. Med broderen i spidsen opsøgte flokken – deriblandt Danny Kool – den unge mand, der angiveligt havde voldtaget pigen og gav ham tæsk med blandt andet en baseballkølle og en lægtehammer.
Efter 12 dage i politiets varetægt blev han løsladt. Pigen har efterfølgende erkendt, at hun har opdigtet historien om voldtægten. I 2019 da han deltog i Til middag hos... fortalte han om hændelsen: "Sådan er livet nogen gange. Det var jo efter Danny Kool-tiden, hvor jeg begyndte at søge lidt hen mod mine barndomsvenner i København på Nørrebro, og jeg havde bare brug for at hænge ud med folk, som ikke kendte mig for Danny Kool. Jeg hang meget ud med dem, og så endte jeg i en lidt mærkelig situation og blev dømt for vold uden rigtig at have slået nogen."

### Andre foretagender
I 2006 dannede han producerteamet Yauzers sammen med Jesper Vestergaard og storesøsteren Heidi. I 2011 flyttede han til Aarhus, hvor han lancerede sit eget pladeselskab kaldet Rooster Records. Samme år fik han desuden comeback med gruppen Danny Disco og Shamanen, der gør sig i den elektroniske genre.
Den 18. april 2015 åbnede han sammen med Christoffer No burgerrestauranten WeDoBurgers i Østergade 18 i Aarhus. Burgerkæden gik konkurs i 2018.

## Diskografi

### Album
- Danny Kool (1999)
- Styrer verden (2000)

### Singler
- Danny's Jul (1998)
- Señorita (1999)
- Power Party Ranger (1999)
- Danny's Jul Special Edition (1999)
- Engel/Styrer Verden (2000)
- Engel (2000)
- Spørg Din Søster (2017)
- Hvide Penge (2020)
- Tag Mig Tilbage (2024)